# John Williams (Bandleader)
John Charles Williams (* 8. Februar 1941 in Hammersmith, London) ist ein britischer Jazzmusiker (Saxophone, Klarinette, Komposition), der vor allem als Bigband-Leader hervorgetreten ist.

## Wirken
Williams besuchte das Acton Technical College. Zunächst leitete er von 1962 bis 1964 die Resident Big Band im Londoner Marquee Club. Zwischen 1966 und 1968 war er musikalischer Leiter im Privatfernsehprogramm Harlech Television; 1969 leitete er das Eloise Sound Orchestra, das Paul und Barry Ryan auf einer Europa-Tournee begleitete. In den 1970er Jahren war er der künstlerische Leiter so unterschiedlicher Musiker wie O. C. Smith, Gladys Knight, Brenda Lee, Keith Emerson und The Three Degrees. Als Baritonsaxophonist war er aber auch an Keith Tippetts Centipede (Septober Energy) und an Projekten von Barry Guy, Norma Winstone, Mike Westbrook, Graham Collier und Don Rendell (Earthmusic) beteiligt. Weiterhin holte ihn Alan Cohen in die All-Star-Band, mit der er 1972 die erste Gesamtaufnahme von Duke Ellingtons berühmter Suite Black, Brown and Beige für das Decca-Label machte.
Mit Williams 12-köpfigem Jazz/Klassik-Ensemble New Perspectives entstanden Jazzlieder, die auf Gedichten von A. E. Housman beruhen; das Album Five Housman Settings and Other Jazz Works mit der Solistin Jacqui Dankworth war für die Sunday Times „die herausragende britische Jazz-Veröffentlichung des Jahres 1996“. 1999 folgte das Jazz & Lyrik-Projekt Presences of Jazz in Zusammenarbeit mit dem Dichter Roger Garfitt. 2000 erschien eine Aufnahme von Williams’ Baritone Band (Spotlite), an der weitere Baritonsaxophonisten wie John Surman, Chris Biscoe, Alan Barnes, Andy Panayi oder Alan Wakeman beteiligt waren. William nahm für Spotlite auch das Album Tenorama (2003) auf.
2004 beauftragte Serenata Williams, die Musik zu From Dunkirk to 'D' Day zu schreiben, die auf dem Bromsgrove Festival 2004 uraufgeführt wurde. 2006 führte er als Solist mit dem Bingham String Quartet Dick Walters Werk Excursions for Baritone Saxophone & String Quartet auf, das eine Fünf-Sterne-Rezension in der Birmingham Post erhielt. Weiterhin nahm er mit der Banda D'Improvisadors de Barcelona auf.